# Linka 1 (metro v Ciudad de México)
Linka 1 je první linka metra v Ciudad de México, je značena růžovou barvou. Jedná se o nejstarší linku v celé síti, první úsek linky byl otevřen v roce 1969. Linka má 20 stanic, celková délka je 18,83 km.

## Chronologie otevírání jednotlivých úseků
| Úsek                      | Datum otevření     |
| ------------------------- | ------------------ |
| Zaragoza - Chapultepec    | 4. září 1969       |
| Chapultepec - Juanacatlán | 11. dubna 1970     |
| Juanacatlán - Tacubaya    | 20. listopadu 1970 |
| Tacubaya - Observatorio   | 10. června 1972    |
| Zaragoza - Pantitlán      | 22. srpna 1984     |

## Provoz
Linka 1 se kříží s linkami metra 2, 3, 4, 5, 7, 8, 9, A, B a linkami Metrobusu 1, 2, 3, 4, 5, 7.

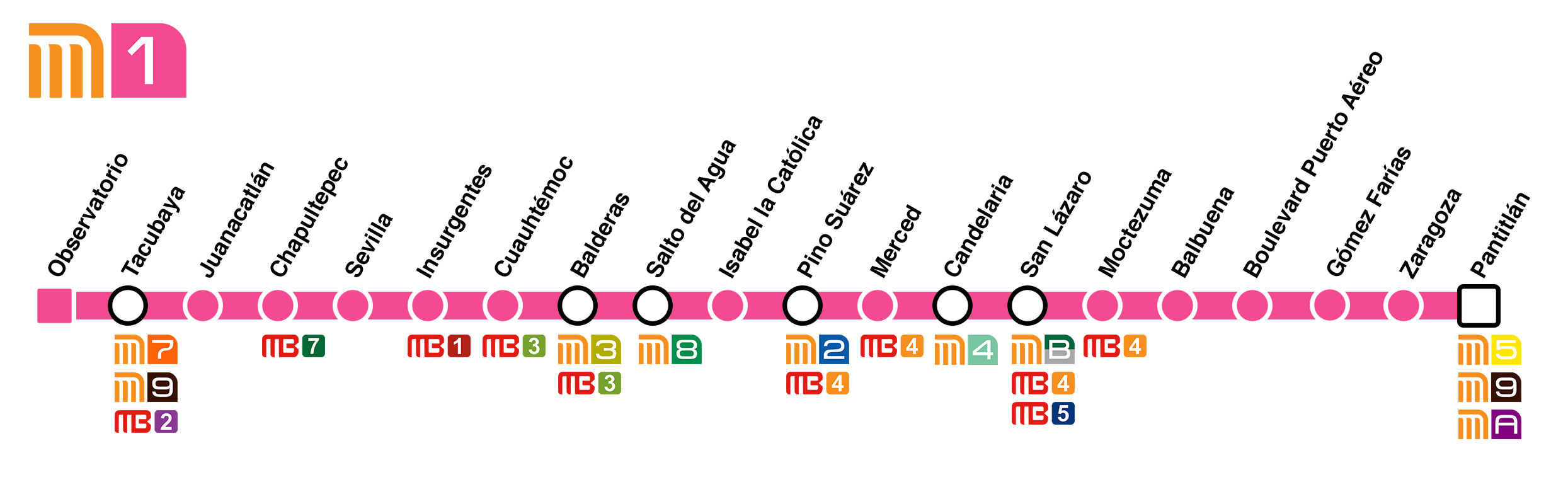
Plán Linky 1

### Seznam stanic
| Linka 1                | Linka 1  | Linka 1             |
| Stanice                | Přestupy | Městský obvod       |
| ---------------------- | -------- | ------------------- |
| Observatorio           |          | Álvaro Obregón      |
| Tacubaya               |          | Miguel Hidalgo      |
| Juanacatlán            |          | Miguel Hidalgo      |
| Chapultepec            |          | Cuauhtémoc          |
| Sevilla                |          | Cuauhtémoc          |
| Insurgentes            |          | Cuauhtémoc          |
| Cuauhtémoc             |          | Cuauhtémoc          |
| Balderas               |          | Cuauhtémoc          |
| Salto del Agua         |          | Cuauhtémoc          |
| Isabel la Católica     |          | Cuauhtémoc          |
| Pino Suárez            |          | Cuauhtémoc          |
| Merced                 |          | Venustiano Carranza |
| Candelaria             |          | Venustiano Carranza |
| San Lázaro             |          | Venustiano Carranza |
| Moctezuma              |          | Venustiano Carranza |
| Balbuena               |          | Venustiano Carranza |
| Boulevard Puerto Aéreo |          | Venustiano Carranza |
| Gómez Farías           |          | Venustiano Carranza |
| Zaragoza               |          | Venustiano Carranza |
| Pantitlán              |          | Venustiano Carranza |

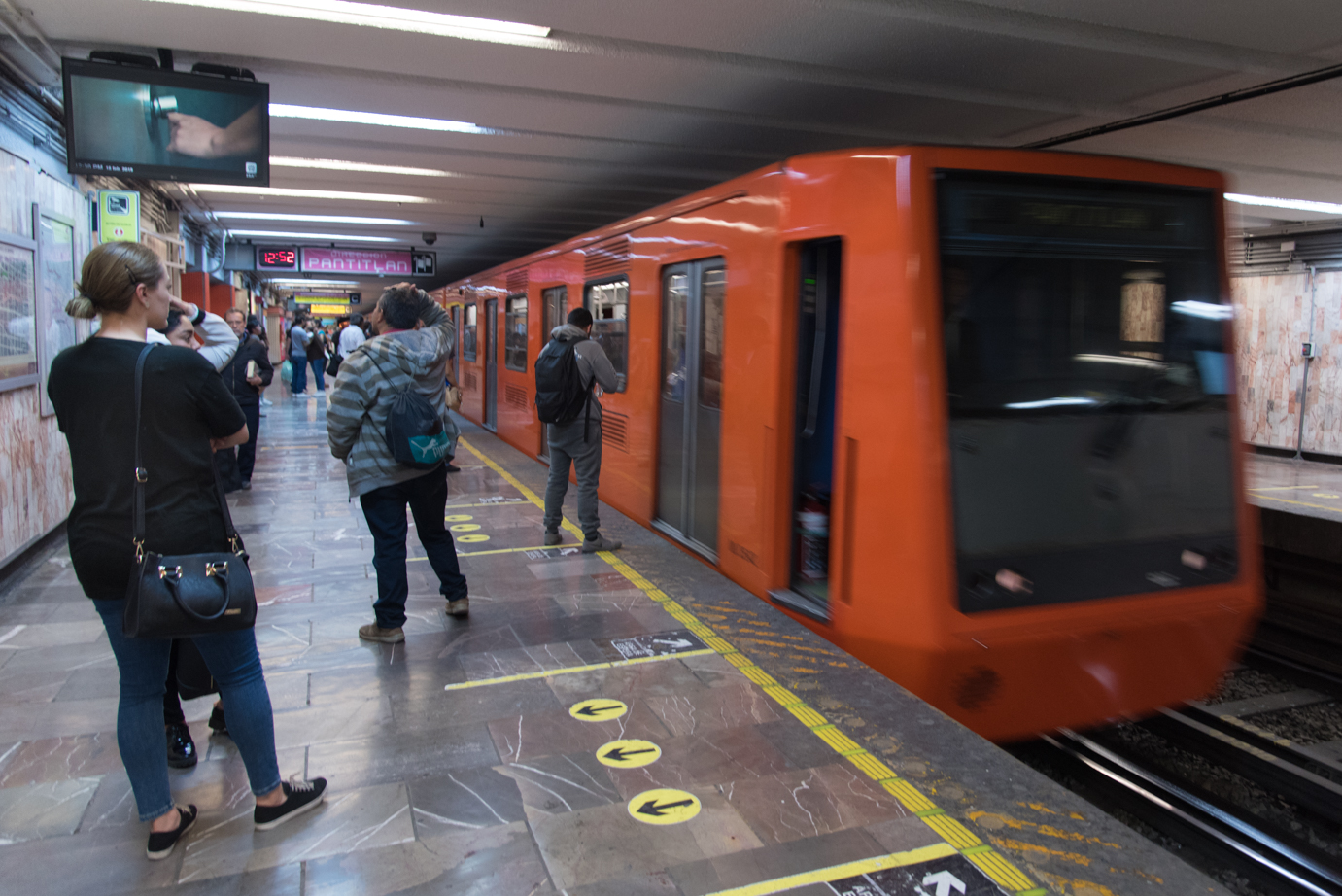
Stanice Balderas

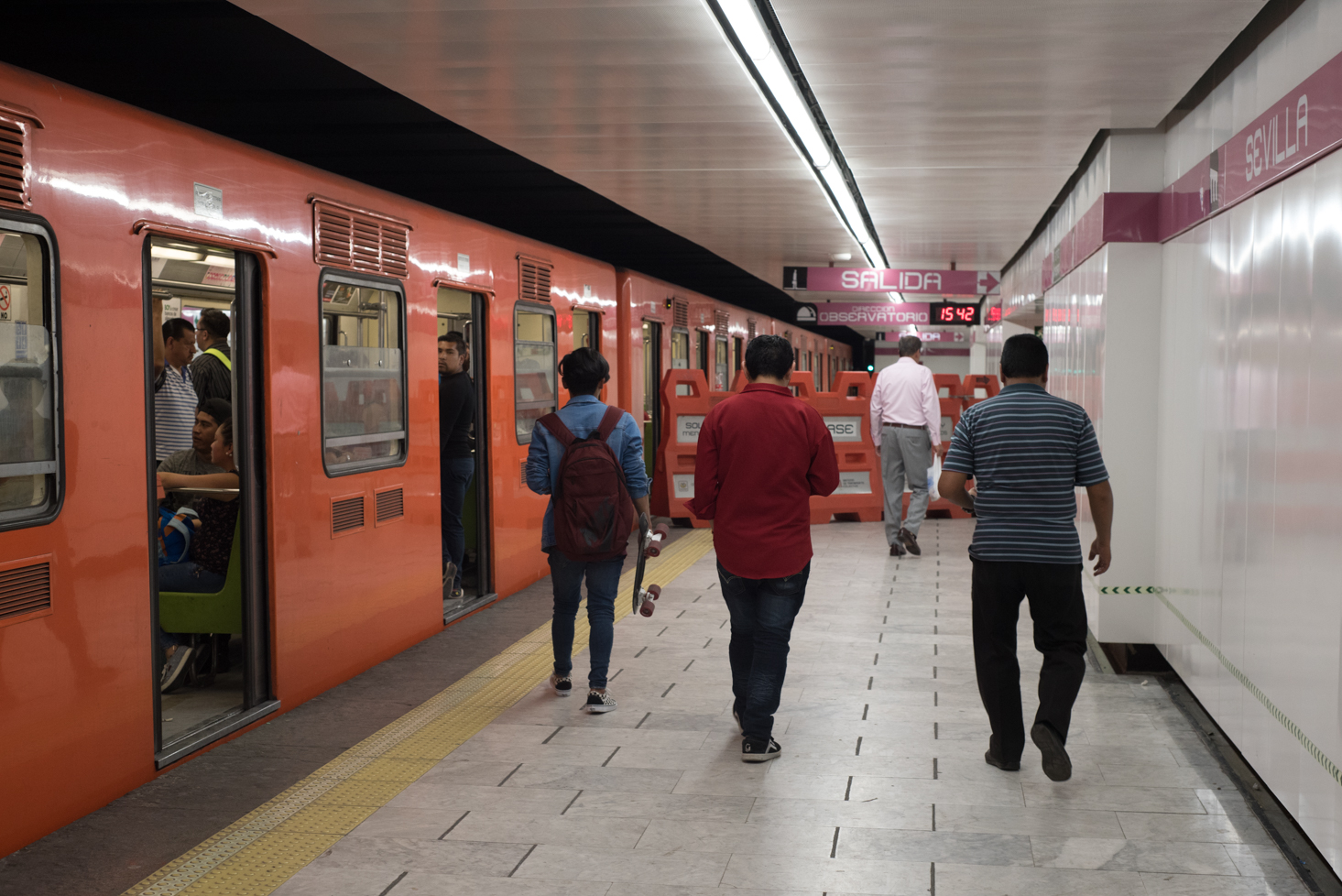
Stanice Sevilla

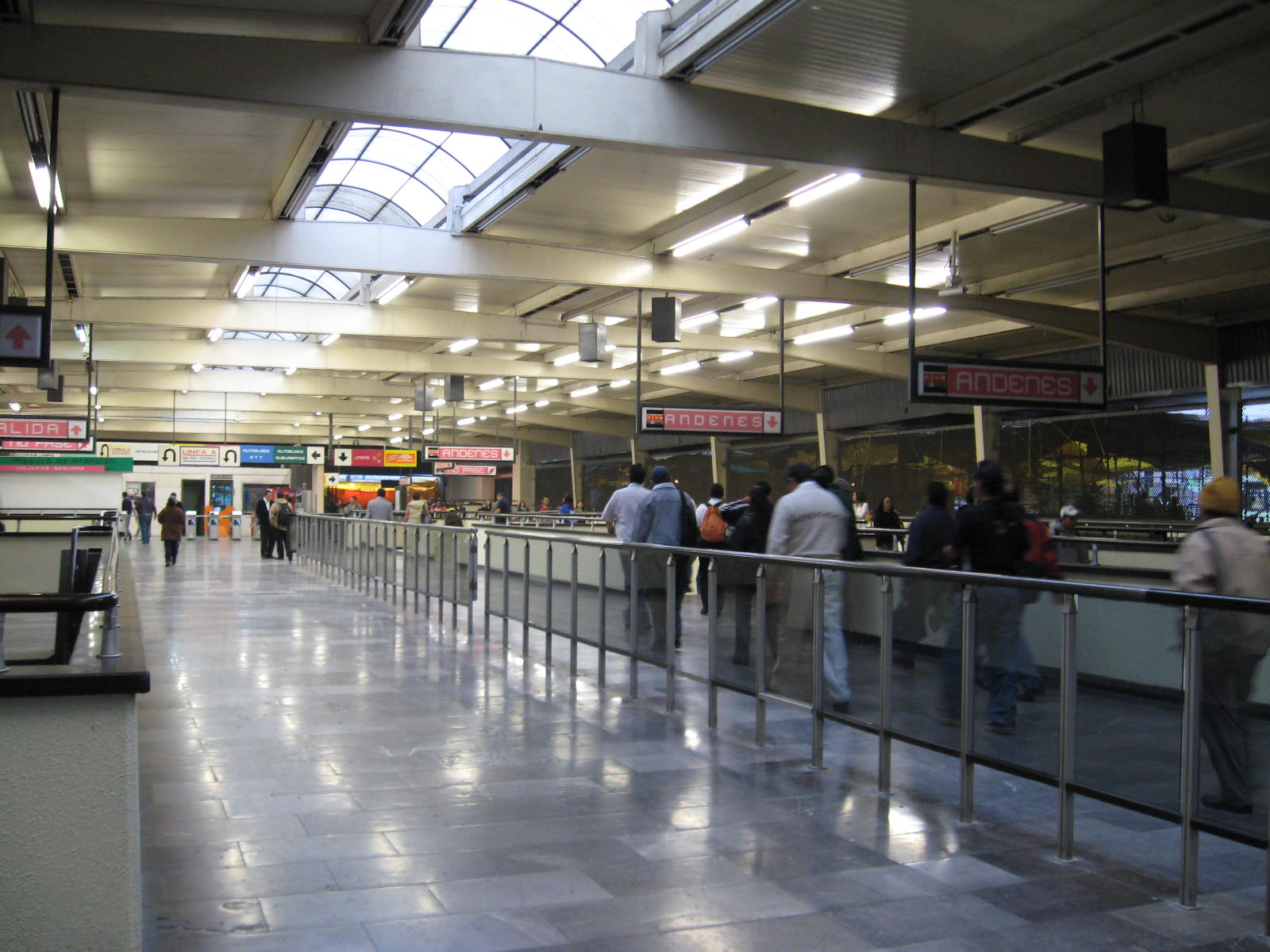
Stanice Pantitlán

Některé stanice dříve nesly jiný název
- Boulevard Puerto Aéreo (původně Aeropuerto)